# Agenzia degli Stati Uniti per lo Sviluppo Internazionale
L'Agenzia degli Stati Uniti per lo Sviluppo Internazionale (United States Agency for International Development - USAID) è un'agenzia governativa statunitense creata nel 1961 per contrastare l'influenza dell'Unione Sovietica nel mondo. L'agenzia fornisce assistenza allo sviluppo economico, assistenza umanitaria, e sostiene il settore dell'informazione in molti paesi.
L'agenzia ha la funzione di sostenere la sicurezza nazionale degli Stati Uniti d'America e viene indicata come uno dei suoi strumenti di soft power. Alcuni paesi accusano l'agenzia di essere una copertura della CIA e di essere parte delle politiche di interventismo degli Stati Uniti nel mondo.

## Storia
L'agenzia fu creata a seguito dell'approvazione, da parte del Congresso degli Stati Uniti, del Foreign Assistance Act il 4 settembre 1961, che riorganizzò i programmi di assistenza estera degli Stati Uniti e impose la creazione di un'apposita agenzia per amministrare gli aiuti economici all'estero. Sulla base di tale mandato, l'USAID fu istituita in quello stesso anno attraverso un ordine esecutivo del Presidente degli Stati Uniti John Fitzgerald Kennedy, con l'obiettivo di sostenere la "sicurezza nazionale" e contrastare l'influenza dell'Unione Sovietica.
Nel 1994 i repubblicani, che controllavano il Congresso, cercarono senza successo di chiuderla, accusandola di sprechi di denaro pubblico e sostenendo che ormai non fosse più utile a seguito della dissoluzione dell'Unione Sovietica. Dopo gli attentati dell'11 settembre 2001 il ruolo dell'agenzia tornò centrale, sotto presidenza di George W. Bush, dove venne impiegata nella guerra in Afghanistan e nella guerra in Iraq. Il budget era infatti lievitato da 7 miliardi di dollari nel 2001 a 42 miliardi di dollari nel 2024. Nell'anno fiscale 2023 l'agenzia aveva raggiunto un budget complessivo di 63 miliardi di dollari.
Samantha Power è stata amministratrice dell'agenzia dal gennaio 2021 al gennaio 2025.

### Sospensione dell'attività del 2025
Nel gennaio 2025, durante la seconda presidenza di Donald Trump, il governo ha sancito uno stop di 3 mesi all'attività dell'agenzia e quindi all'elargizione dei finanziamenti. Il 27 gennaio 2025, il sito web ufficiale dell'agenzia è stato chiuso. Elon Musk, capo del neonato Dipartimento dell'Efficienza Governativa, ha poi annunciato l'intenzione di una sua definitiva abolizione.
L'Ucraina è stato il maggiore beneficiario dei finanziamenti di USAID, ricevendo dall'inizio dell'invasione russa dell'Ucraina del 2022 fino al gennaio 2025 più di 34 miliardi di dollari, a fronte di una media di 545 milioni di dollari per gli altri paesi. Lo stop ha interessato sia i media ucraini che quelli dell'opposizione russa. Il 90% dei media ucraini riceveva finanziamenti da USAID e senza di essi non avrebbero potuto sopravvivere. La giornalista Ekaterina Sergackova sosteneva che molte persone avevano perso il lavoro nel campo dell'informazione.
Il 3 febbraio Marco Rubio ha annunciato di essere stato nominato da Trump amministratore ad interim dell'USAID e che l'agenzia sarebbe stata accorpata al Dipartimento di Stato degli Stati Uniti d'America. L'amministrazione del presidente Trump ha annunciato che, a partire dalla mezzanotte tra il 23 e il 24 febbraio 2025, tutti i dipendenti di USAID saranno messi in congedo.

## Aree di intervento

Bandiera dello USAID

Nel 2024 l'agenzia indicava tra le sue priorità la competizione con la Cina, il contrasto dell'influenza del Partito Comunista Cinese, e il "fallimento strategico della Russia in Ucraina". L'agenzia sostiene organizzazioni giornalistiche e organizzazioni non governative (ONG) che lottano contro l'HIV, per la sicurezza alimentare, per diritti delle donne e i diritti delle minoranze.

### Settore dell'informazione
Reporter senza frontiere riportava che nel 2023 USAID aveva finanziato 707 organi di informazione non governativi, 279 ONG nel settore dei media e aveva formato 6 200 giornalisti in oltre 30 Paesi del mondo, soprattutto in Africa, nel Sud-est asiatico, in Ucraina, Georgia, Bielorussia.
Il giornalista Lee Fang ha criticato la dinamica per cui le organizzazioni mediatiche ucraine finanziate da USAID hanno cercato di silenziare accademici come Jeffrey Sachs e John Mearsheimer accusandoli di far parte di una "rete di propaganda russa".

## Paesi che hanno bandito USAID
Il 21 giugno 2012, a seguito dell'impeachment di Fernando Lugo in Paraguay, i paesi dell'Alleanza Bolivariana per le Americhe come Venezuela, Ecuador, Bolivia, Cuba, Dominica e Nicaragua hanno bandito le operazioni di USAID sul proprio territorio.
Il 1º ottobre 2012 la Russia ha interrotto le attività di USAID sul territorio, accusando gli Stati Uniti di ingerenze politiche. L'agenzia lavorava in Russia dagli anni 90, dalla dissoluzione dell'Unione Sovietica, e dichiarava di aver speso 3 miliardi di dollari nel paese. Il giornalista Steven Rosenberg della BBC riportava che le autorità russe erano diventate sospettose nei confronti delle ONG, ritenendo che stessero utilizzando i finanziamenti per fomentare disordini politici.
Nell'ottobre 2021 la Bielorussia, a seguito delle proteste anti-governative del 2020-2021, ha chiuso gli uffici di USAID nel paese. Samantha Power, amministratrice di USAID, ha descritto l'azione come l'"insensibile disprezzo delle autorità per gli interessi del popolo bielorusso". Aljaksandr Lukašėnka, presidente bielorusso, in un'intervista per la BBC di novembre 2021 commentò così la stretta repressiva contro le ONG: "Massacreremo tutta la feccia che voi [l'Occidente] avete finanziato. Oh, siete arrabbiati perché abbiamo distrutto tutte le vostre strutture! Le vostre ONG, qualsiasi cosa siano, che avete pagato".
Nel febbraio 2025 Viktor Orbán ha dichiarato che tutte le persone che lavorano in Ungheria per organizzazioni che hanno ricevuto finanziamenti da USAID saranno considerate agenti stranieri e sanzionate. Ha inoltre dichiarato che i finanziamenti dagli Stati Uniti dovrebbero essere resi pubblici.